# Шоцикас Альгірдас Стасісович
Шоцикас Альгірдас Стасісович (лит. Algirdas Šocikas; 14 травня 1928 — 21 листопада 2012) — литовський радянський боксер важковаговик, дворазовий чемпіон Європи (1953, 1955). Заслужений майстер спорту СРСР, заслужений тренер СРСР.

## Біографія
Народився 14 травня 1928 року в селі Жаляс Остямпас.
Боксом почав займатись в каунаській спортивній школі молоді у тренерів А. Місюнаса й В. Огуренкова.
Шестиразовий чемпіон Литви (1947–1948, 1951–1953, 1956), шестиразовий чемпіон (1950–1954, 1956) та срібний призер чемпіонату СРСР (1949). Переможець І Спартакіади народів СРСР (1956). Двічі, у 1953 та 1955 роках, ставав чемпіоном Європи з боксу у важкій вазі.
Учасник літніх Олімпійських ігор 1952 року в Хельсінкі (Фінляндія). У чвертьфінальному двобої поступився південноафриканському боксерові Андрісу Німану.
Після закінчення боксерської кар'єри у 1957 році став тренером збірної команди Литви з боксу. Серед його учнів чемпіони Європи Р.Тамуліс і Ю. Юоцявичус.
Закінчив Каунаський інститут фізичної культури, де згодом викладав, доцент (з 1979).
Помер 21 листопада 2012 року в місті Каунасі.

## Літературна діяльність
Альгірдас Шоцикас є автором книг «Спортивні правила й спортивні пристрасті» (у співавторстві з К. Адзюлісом), «На ринзі й поза ним», «Четвертий раунд» (серія «Спорт і особистість»).

## Нагороди
- Орден Великого князя Литовського Гедимінаса;
- Орден Леніна;
- Орден «Знак Пошани»;
- Олімпійський орден «За звитягу в спорті»;
- Заслужений майстер спорту СРСР (1955);
- Заслужений діяч фізкультури і спорту Литовської РСР (1962);
- Заслужений тренер СРСР (1964).